# Мельник Антон Олександрович
Антон Олександрович Мельник (нар. 9 січня 1984, Свердловськ) — продюсер, член Спілки кінематографістів Росії, член Академії кінематографічних мистецтв «Ніка», лауреат премії «Ніка». Син режисера Олександра Мельника.

## Освіта
- Інститут практичного сходознавства (тема дослідження «Соціально-економічні аспекти кіноіндустрії в Індії»)
- Магістратура економічного факультету МДУ (тема дослідження «Історія управлінської думки у виробництві послуг (на прикладі кіноіндустрії»).

## Діяльність
У 2003 році ініціював створення кінокомпанії «Андріївський прапор» (рос. «Андреевский флаг»).

## Фільмографія
- «Маяк» (Росія) 2006 рік — учасник російських і міжнародних конкурсів: ММКФ, «Вікно в Європу», Роттердамський кінофестиваль та інших[1].
- «Монгол» (Росія/Казахстан/Німеччина) 2006 рік — номінація на «Оскар», режисер Сергій Бодров-старший[2].
- «Нова Земля» (Росія) 2008 рік — учасник фестивалю Кінотавр; приз «за кращу операторську роботу» (Ілля Дьомін) та спеціальний диплом журі «За вдалий комерційний проект»[3].
- «Територія» (Росія) 2015 рік.